# 로스앨러모스 국립연구소

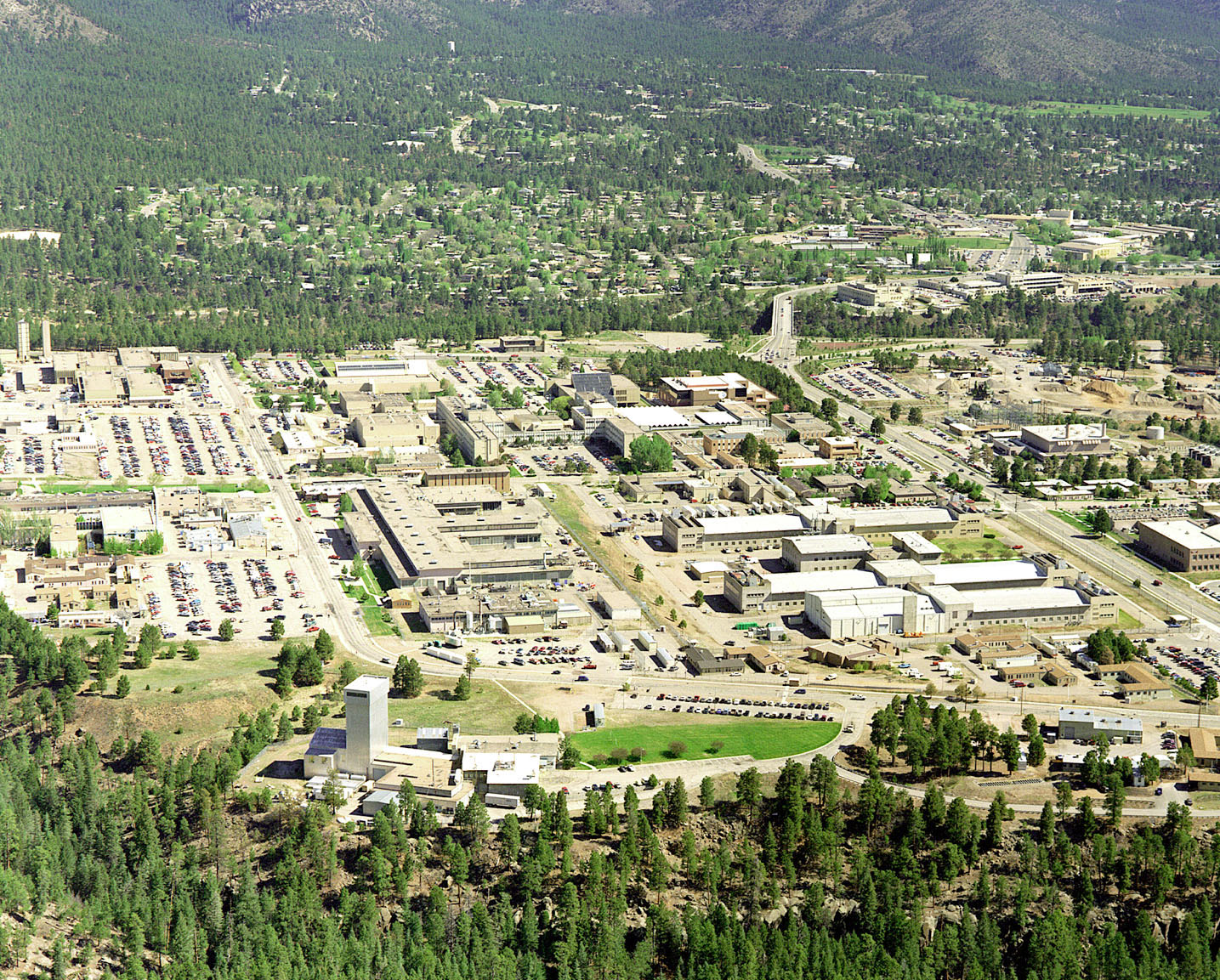
로스앨러모스 국립 연구소

로스앨러모스 국립 연구소(영어: Los Alamos National Laboratory)는 미국의 국립 연구소이다. 맨해튼 계획으로 세계 최초로 핵폭탄을 개발했다. 국가안보, 우주탐사, 재생에너지, 의약, 나노기술, 슈퍼컴퓨터 등 광범위한 연구를 하는 세계 최대 연구소 중의 하나이다. 주립인 캘리포니아 대학교에 속해있으며, 미국 에너지부 산하 국립 연구소이다. 뉴멕시코주의 최대 일자리이며, 9천명을 직접고용하고, 700명의 학생이 있다.
1943년 설립되었으며, 2조 6천억원의 예산에 1만 명 이상의 직원이 재직하고 있으며, 원전과 재료, 바이오, 에너지, 항공우주 등 미국 안보와 관련된 대부분의 분야에 문제 해결사임을 자처하고 있다.

## 같이 보기
- 미국 과학자 연맹
- 데이비드 그린글래스
- 핵무기의 역사
- HPM
- 로젠버그 부부
- 베노나 프로젝트